# Molkreeftmosdiertje
Het molkreeftmosdiertje (Triticella flava) is een mosdiertjessoort uit de familie van de Triticellidae. De wetenschappelijke naam van de soort is voor het eerst geldig gepubliceerd in 1848 door Dalyell.